# Saint-Adolphe-d'Howard
Saint-Adolphe-d'Howard är en kommun i provinsen Québec i Kanada. Den ligger i regionen Laurentides, i den sydöstra delen av landet, 120 km nordost om huvudstaden Ottawa.